# 抽象化
抽象化（ちゅうしょうか、英語: abstraction）とは、思考における手法のひとつで、対象から注目すべき要素を重点的に抜き出して他は捨て去る方法である。反対に、ある要素を特に抜き出して、これを切り捨てる意味もあり、この用法については捨象（しゃしょう）という。従って、抽象と捨象は盾の両面といえる。